# 透磁率断層撮影
透磁率断層撮影(とうじりつだんそうさつえい、英語: Magnetic Permeability Tomography : MPT)とは高感度磁気センサーを使用して透磁率から試料の内部構造を可視化する手法。

## 概要
均一な静磁場を試料に印加して試料を透過した磁場の強度分布を試料の周囲に角度を変えて検出してコンピュータ断層撮影での画像再構成アルゴリズムを適用することで試料の内部構造を可視化する。

## 特徴
- 無侵襲計測
- 電位による測定が困難な体内の深部からの信号が検出できる

## 用途
- 診断
- 試料の分析
- 内部構造の可視化
- 非破壊検査